# Варские
Варские — посёлок в Рязанском районе Рязанской области России. Является административным центром Варсковского сельского поселения.

## Географическое положение
Посёлок Варские расположен у автомобильной трассы Р-132 "Золотое кольцо" примерно в 10 км к северо-востоку от Рязани.

## История
Деревня, существовавшая на месте современного посёлка, впервые упоминается в XVI веке под названием Князской Починок.
В начале XX в. на месте посёлка была владельческая усадьба Варские генерал-майора Б. М. Петрово-Соловово, относившаяся к Шумошской волости  Рязанского уезда. В 1898 г. была открыта станция Варские Рязанско-Владимирской узкоколейной железной дороги, работавшая до 70-х годов XX века.
26 сентября 1917 года усадьба была разграблена крестьянами села Поляны. Управляющий имением П.Ф. Шпилев был зверски убит.
В октябре 1919 года в Варские переехала 2 советская Надеждинская сельскохозяйственная школа скотоводства, сыроварения, маслоделия. В октябре 1936 года в посёлок Варские был переведён из Рязани зооветеринарный техникум, существующий до настоящего времени.

## Население
| 2010 |
| ---- |
| 2044 |

## Экономика
В посёлке действует деревообрабатывающее и домостроительное предприятие "Русский дом", выпускающее каркасно-панельные дома, коттеджи из клееного бруса и евроокна.
В 2013 г. администрация Рязанской области заявила о своих планах по превращению п. Варские в город-спутник Рязани и о создании в нём инновационно-промышленного парка. 

## Транспорт и связь
Посёлок имеет регулярное автобусное сообщение с областным центром.
В посёлке Варские имеется одноименное сельское отделение почтовой связи (индекс 390526).